# 森本靖
森本 靖（もりもと せい、1919年9月23日 - 2015年9月13日）は、日本の政治家、日本社会党衆議院議員（5期）。

## 経歴
高知県出身。逓信講習所卒。卒業後は大阪府や高知県の郵便局に勤務する。全逓地方本部委員長、高知県官公庁労組協議会議長、全逓高知地区委員長や高知県総評副会長、高知県地方労働委員会委員などを歴任。1955年の総選挙で高知全県区から左派社会党から立候補して初当選。連続5期務めた。1969年の総選挙で落選、以後立候補はしなかった。2015年死去。

## 著作
- 『逓信人物論 (上)』野村書店、1966年。

## 栄典
- 1989年 - 勲二等瑞宝章受章[5]